# Bahaba chaptis
Bahaba chaptis е вид бодлоперка от семейство Sciaenidae.

## Разпространение и местообитание
Видът е разпространен в Бангладеш, Индия (Западна Бенгалия) и Мианмар.
Обитава сладководни и полусолени басейни, океани, морета, крайбрежия и реки.

## Описание
На дължина достигат до 50 cm.